# Kadłub Wolny
Kadłub Wolny (dodatkowa nazwa w j. niem. Frei Kadlub) – wieś w Polsce, położona w województwie opolskim, w powiecie oleskim, w gminie Zębowice.
| SIMC    | Nazwa    | Rodzaj     |
| ------- | -------- | ---------- |
| 0505674 | Łąki     | przysiółek |
| 0505680 | Młynek   | przysiółek |
| 0505697 | Piłat    | przysiółek |
| 0505705 | Wypychów | przysiółek |
| 0505668 | Zawada   | część wsi  |

W latach 1954–1959 wieś należała i była siedzibą władz gromady Kadłub Wolny, po jej zniesieniu w gromadzie Zębowice. W latach 1975–1998 wieś należała administracyjnie do województwa opolskiego.
W 1936 roku hitlerowska administracja III Rzeszy, chcąc zatrzeć słowiańskie pochodzenie nazwy wsi, przemianowały ją ze zgermanizowanej na nową, całkowicie niemiecką nazwę Freihöfen. Obecna nazwa obowiązuje od 1946.

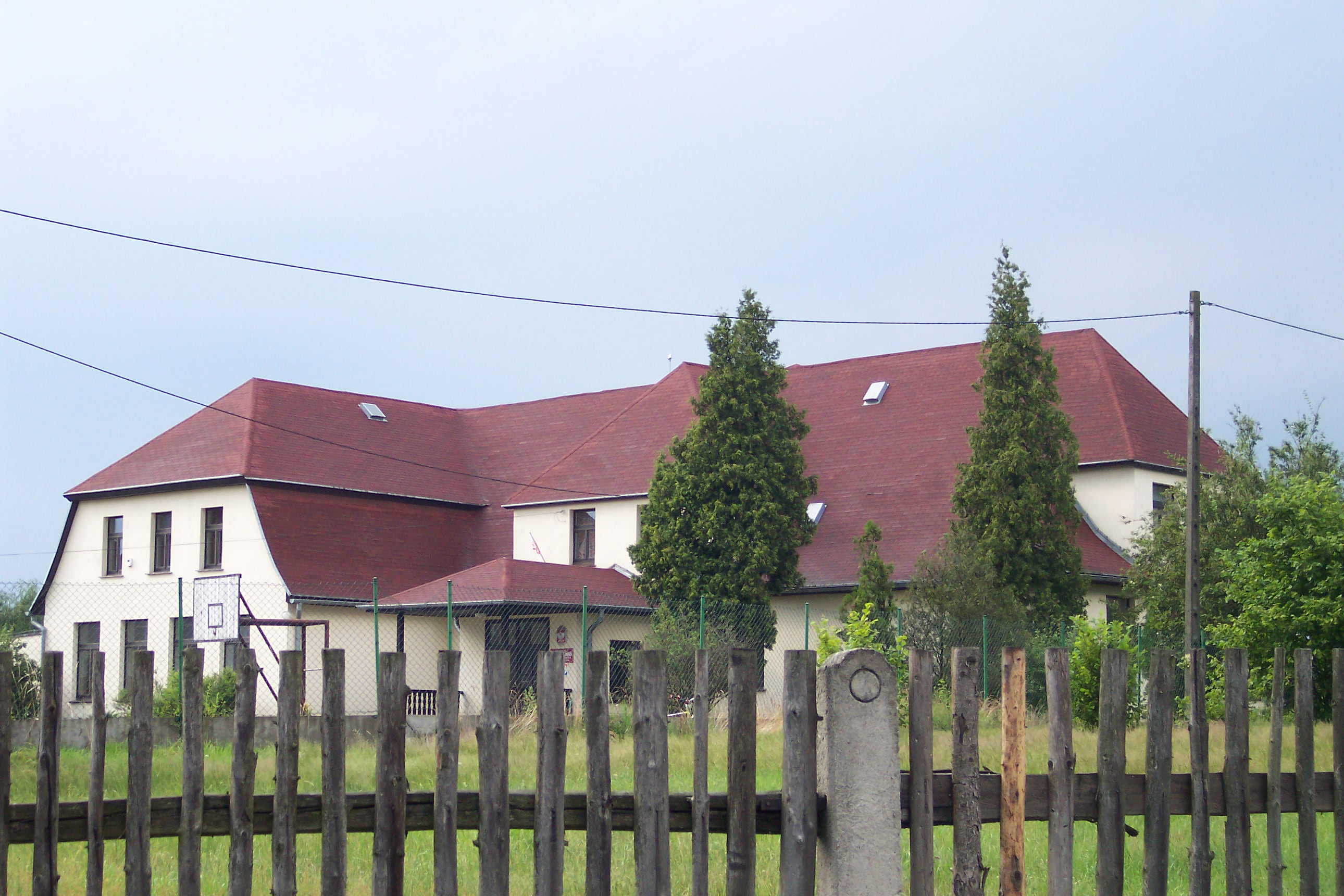
Szkoła podstawowa
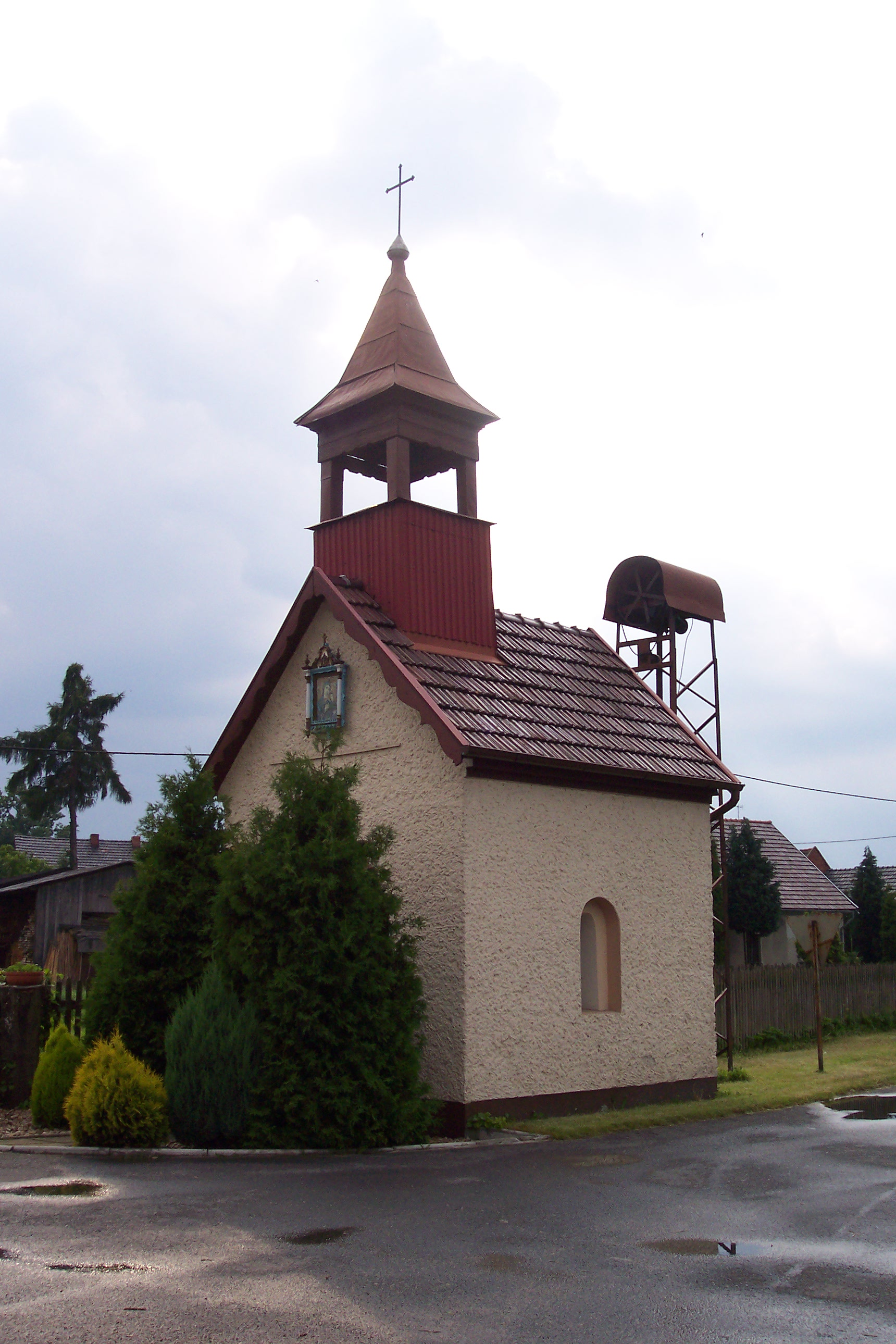
Kaplica w centrum miejscowości
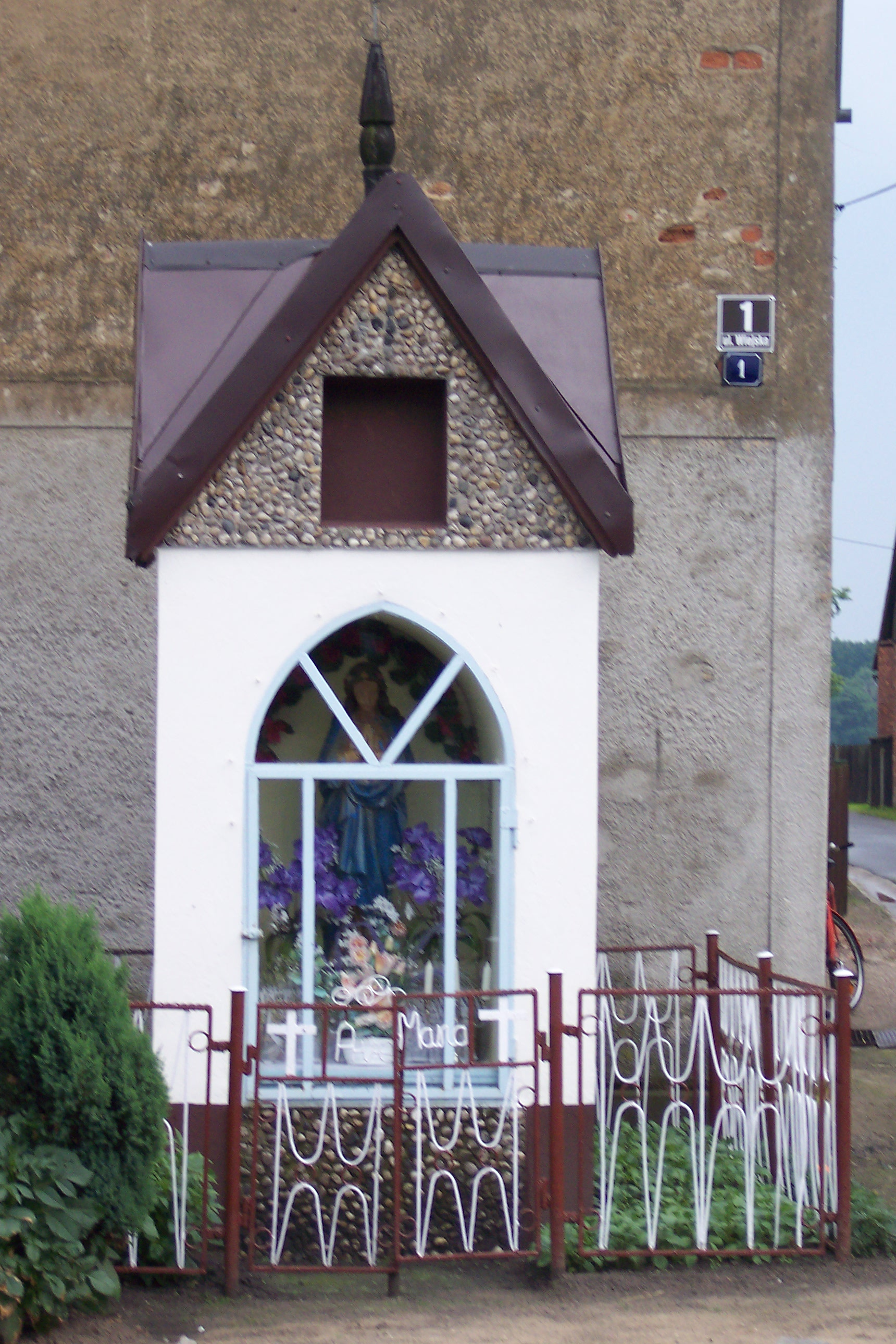
Kaplica przydrożna